# Saint-Georges-de-la-Couée
Saint-Georges-de-la-Couée település Franciaországban, Sarthe megyében. Lakosainak száma 171 fő (2022. január 1.). Saint-Georges-de-la-Couée Montreuil-le-Henri, Courdemanche, Val-d’Étangson és Loir en Vallée községekkel határos.

## Népesség
A település népessége az elmúlt években az alábbi módon változott:
| Lakosok száma | 159  | 157  | 161  | 159  | 157  | 153  | 151  | 161  | 171  |
|               | 2013 | 2015 | 2016 | 2017 | 2018 | 2019 | 2020 | 2021 | 2022 |